# Nông nghiệp Đại Việt thời Lê sơ
Nền kinh tế nước Đại Việt thời Lê Sơ vẫn chủ yếu dựa vào nông nghiệp như các thời đại trước, khi công nghiệp về cơ bản chưa có những bước phát triển đáng kể để ứng dụng vào nông nghiệp. Nền sản xuất nông nghiệp thời kỳ này vẫn là nền sản xuất tiểu nông cá thể dựa vào kinh nghiệm là chủ yếu.

## Đẩy mạnh nghề nông
Ngay từ năm 1427, khi đang vây hãm thành Đông Quan, Lê Lợi đã có chủ trương sẽ cho 25 vạn trong tổng số 35 vạn quân về quê cày cấy sau khi chiến tranh kết thúc, chỉ giữ lại 10 vạn quân làm lính triều đình. Cùng năm, ông lệnh cho những người chạy loạn trở về quê quán cày cấy và xử tội nặng những người bỏ nghề nghiệp.
Xây dựng xã hội lấy nông nghiệp làm gốc nên nhà Lê chủ trương tận dụng triệt để ruộng đất, không để hoang hóa. Năm 1428, sau khi quân Minh về nước, Lê Thái Tổ lệnh cho con em các tướng và các đầu mục về quê nhận ruộng đất cày cấy. Năm 1429, ông lại ra lệnh: vườn của các quan ở kinh thành đều phải trồng hoa hoặc rau đậu, nếu bỏ hoang sẽ bị thu hồi.
Việc miễn giảm tô thuế trong những năm đầu của nhà Lê đã góp phần kích thích nông nghiệp phát triển đáng kể, khôi phục sau 20 năm chiếm đóng của nhà Minh.
Lê Thánh Tông cũng tiếp thu tư tưởng của Lê Thái Tổ, quy định trong Luật Hồng Đức: nếu ruộng đất công có chỗ bỏ hoang thì quan trông coi phải tâu lên để chia cho người cày ruộng khai khẩn, nếu không sẽ bị xử tội

## Lập đồn điền
Do ruộng đất bị bỏ hoang nhiều sau chiến tranh, nhà Lê áp dụng chính sách khuyến khích dân khẩn hoang và lập đồn điền để tận dụng sức lao động của các tù binh và người phạm tội.
Việc khai hoang được bắt đầu từ thời nhà Lý; việc lập tổ chức đồn điền và đặt quan chánh phó đồn điền thực hiện từ thời nhà Trần. Nhà Lê kế tục các triều đại trước, cho các tù binh người Minh và người Chiêm Thành khi khai phá những vùng đất mới, lập thôn xóm. Các công thần Trịnh Khả, Nguyễn Xí, Lê Thụ, Trần Lạn… được cấp tù binh để đi khai hoang. Những vùng đất mới được thành lập mang tên vệ, sở được hình thành ở ven sông thuộc huyện Hưng Nguyên, Thiên Bảo, Diễn Châu…
Sang thời Lê Thánh Tông, chính sách đồn điền được thực hiện rộng rãi. Vua ban chiếu lập đồn điền, mở rộng quy mô các đồn điền tại các địa phương, tận dụng sức lao động của người lưu vong, tội đồ. Tới năm 1481, trong cả nước có 43 đồn điền:
- Vùng Bắc Bộ có 30 sở
- Thanh Hóa có 5 sở
- Nghệ An có 4 sở
- Thuận Hóa có 2 sở
- Quảng Nam[3] có 2 sở

Các đồn điền ở Bắc Bộ thường nhỏ và mang tên xã; trong khi các đồn điền từ Thanh Hóa trở vào rộng lớn hơn và mang tên huyện, do những vùng đất này còn nhiều nơi chưa được khai thác.

## Di dân và khẩn hoang
Không chỉ tận dụng sức lao động của tù binh và người phạm tội, nhà Lê còn chú trọng tới lực lượng lao động là nông dân tại các địa phương để mở mang những vùng đất hoang. Thời Lê Thánh Tông hình thành hai loại ruộng mới là "ruộng chiếm xạ" và "ruộng thông cáo".
- Ruộng thông cáo là ruộng bỏ hoang ở các làng xã được triều đình cho phép cày cấy sau khi tâu báo lên. Người khai phá phải ở cùng phủ, huyện, xã. Họ được hưởng lợi trên ruộng cày cấy đó và truyền cho con cháu nhưng không được biến thành ruộng tư hữu mà vẫn thuộc sở hữu triều đình
- Ruộng chiếm xạ cũng là ruộng khẩn hoang nộp thuế. Tùy sức người đi khai phá, làm được trên diện tích bao nhiêu thì được hưởng lợi sau khi nộp thuế và có thể xin với bộ Hộ làm ruộng tư.

Với chính sách khẩn hoang và cho phép người nông dân được sở hữu ruộng tư, nhà Lê đã khuyến khích được sức sản xuất nông nghiệp tăng đáng kể, giảm bớt mâu thuẫn trong xã hội về ruộng đất.
Do chính sách khuyến khích dân, những vùng ven biển Yên Quảng, Sơn Nam và Thuận Hóa trở vào vốn thưa dân ngày càng đông người đến sinh sống.

## Chế độ ruộng đất
Chế độ ruộng đất thời Lê sơ chia hai loại chính là ruộng công và ruộng tư.
Ruộng công gọi là quân điền. Trong số ruộng công, một bộ phận được đem phong thưởng cho các công thần, ban cho các quý tộc và quan lại, gọi là lộc điền. Các thân vương hoàng tộc có thể được cấp tới 2000 mẫu ruộng (500 mẫu trong đó là đất tập ấm thừa kế); các quan chính nhất phẩm được cấp 200 mẫu ruộng (trong đó 20 mẫu là đất tập ấm thừa kế).
Tuy nhiên, Lê Quý Đôn trong sách Kiến văn tiểu lục cho rằng: ruộng đất trên thực tế có không đủ để thực hiện chính sách lộc điền này, do đó chính sách chỉ thực hiện được một phần, do đó trên danh nghĩa các quý tộc và quan lại được hưởng 10 phần song thực tế chỉ được cấp phát bằng khoảng 1/5 trên giấy tờ.
Một bộ phận khác trong ruộng công, đất công và đất hoang được kê khai, đo đạc và chia cho các hạng từ tướng, quân, quan, dân tới cả người già yếu, cô quả ở các địa phương được hưởng. Đó gọi là chế độ quân điền. Chế độ quân điền có tác dụng ổn định trật tự xã hội, khôi phục sản xuất nông nghiệp.
Ruộng tư thời Lê sơ chủ yếu nằm trong tay các quý tộc, quan lại và địa chủ chiếm hữu. Một bộ phận nhỏ khác trong tay nông dân có ruộng tự canh tác, nếu có nhiều ruộng, họ lại trở thành địa chủ.

## Trị thủy và làm thủy lợi
Khí hậu nhiệt đới gió mùa khiến nước Đại Việt thường bị lũ lụt vào mùa mưa và hạn hán và mùa khô. Do đó đắp đê và làm thủy lợi là yêu cầu cấp bách của sản xuất nông nghiệp.
Thời Lê Thái Tông, năm 1438, vua cho đào và khơi các kênh ở Trường Yên, Thanh Hóa, Nghệ An.
Năm 1449, Lê Nhân Tông lệnh cho Cục bách tác đào sông Bình Lỗ từ Lãnh Canh đến cầu Phù Lỗ dài 2500 trượng (10 km).
Năm 1467, Lê Thánh Tông lệnh cho Bộ Hộ khai hoặc lấp các đường nước ở ruộng, không để ruộng bị úng hoặc hạn. Cùng năm, ông sai khai các kênh ở Thanh Hóa, Nghệ An, Thuận Hóa.
Thời Lê Thánh Tông, việc đắp đê sông và đê biển được chú trọng hơn các thời trước. Tại Ninh Bình, năm 1472 vua cho đắp đê bằng đá ở huyện Yên Mô từ phía bắc cửa Thần Phù đến bờ phía nam cửa Cờn và con đê đắp bằng đất từ xã Côi Trì huyện Yên Mô tới bờ nam xã Bồng Hải huyện Yên Khánh. Con đê chống nước mặn này dài hơn 50 km đắp trong niên hiệu Hồng Đức được gọi là đê Hồng Đức. Một đoạn đê Hồng Đức dài gần 25 km, hiện vẫn còn dấu tích tại phía bắc huyện Hải Hậu.
Năm 1503, Lê Hiến Tông sai khai cừ An Phúc xuống cừ Thượng Phúc để lấy nước tưới ruộng cho dân.
Bên cạnh các công trình lớn, các công trình nhỏ phục vụ chống hạn thường xuyên được thực hiện.
Việc tu sửa đê và làm thủy lợi được đưa vào quy định của triều đình. Năm 1475, Lê Thánh Tông ra sắc lệnh về sửa đắp đê điều và đường sá. Cùng năm, ông đặt ra chức quan Hà đê để trông coi đê điều và chức quan Khuyến nông để đôn đốc nhân dân việc cày cấy.
Trình độ sản xuất nông nghiệp thời Lê sơ tuy có được nâng lên so với các đời trước nhưng nhìn chung không có chuyển biến quan trọng. Nông nghiệp vẫn điển hình là trình độ kỹ thuật của nền sản xuất tiểu nông dựa trên sức lao động và kinh nghiệm lâu đời, với những công cụ thô sơ, nhỏ bé. Những công trình thủy lợi lớn do triều đình tổ chức thực hiện cũng như các công trình nhỏ do nhân dân góp sức đã góp phần hạn chế được tác hại của thiên tai và bảo đảm cho sản xuất nông nghiệp trong nước.